# Indotritia bryani
Indotritia bryani är en kvalsterart som först beskrevs av Arthur P. Jacot 1929.  Indotritia bryani ingår i släktet Indotritia och familjen Oribotritiidae. Inga underarter finns listade i Catalogue of Life.